# Omer De Bruycker
Omer De Bruycker (født 10. februar 1906 i Zelzate, død 3. juni 1989 i Gent) var en cykelrytter fra Belgien. Hans foretrukne disciplin var banecykling.
De Bruycker vandt ni seksdagesløb, hvor sejren ved Københavns seksdagesløb 1939 med makkeren Karel Kaers var den syvende.